# Pontmitteltor

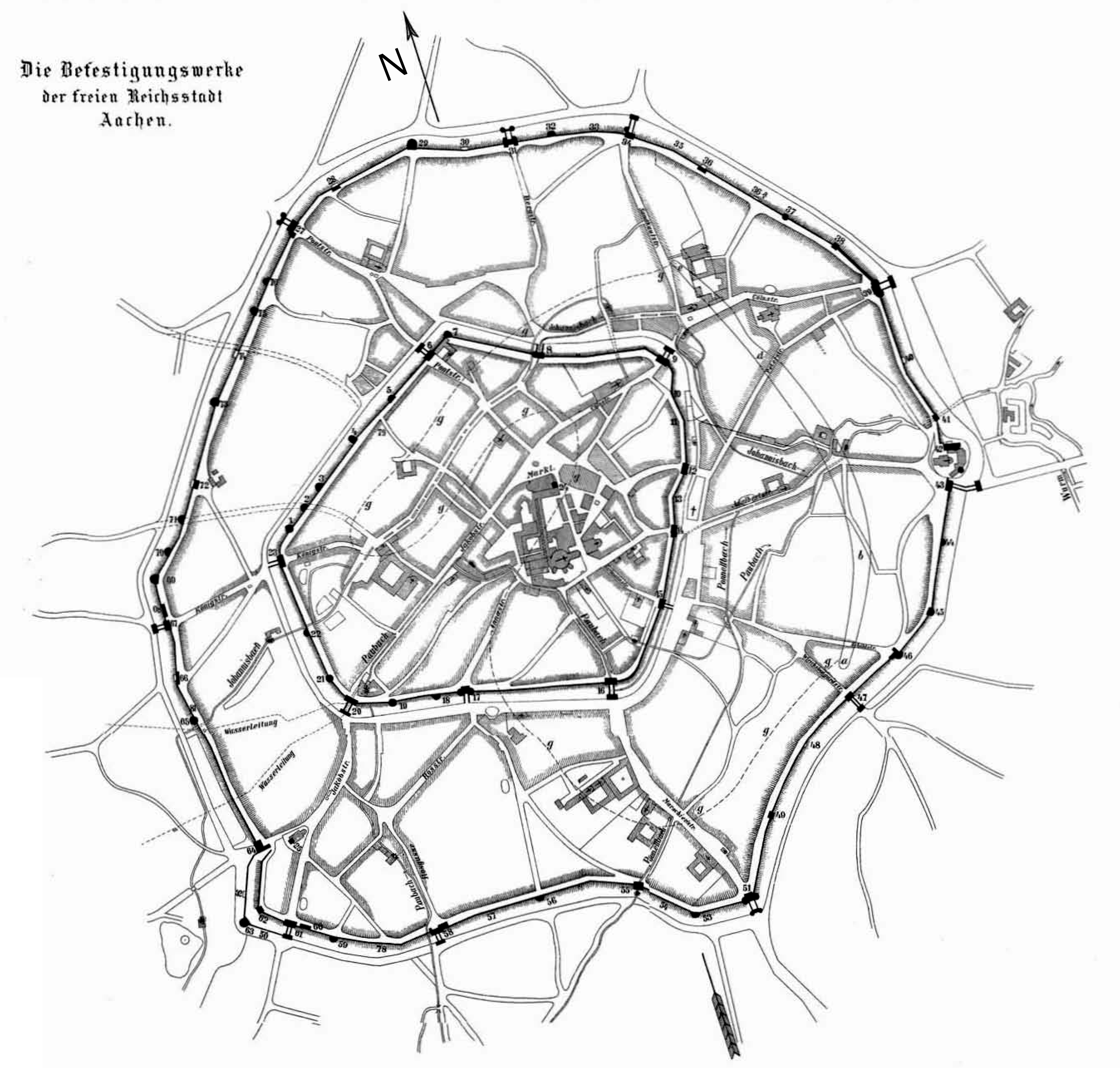
Overzicht van de vestingwerken in Aken. Nummer 6 is de Pontmitteltor.

De Pontmitteltor was een stadspoort en maakte deel uit van de tussen 1171 en 1175 gebouwde binnenste stadsmuren van de Duitse stad Aken. De stadspoort bestaat niet meer.

## Locatie
In de binnenste ringmuur stond de Pontmitteltor in het noorden tussen de Königsmitteltor (in het westzuidwesten) en de Neutor (in het oosten). Ze bevond zich aan de Pontstraße en de Templergraben. De Pontmitteltor had later als equivalent in de buitenste stadsmuren de Ponttor. De beide poorten waren onderling rechtstreeks met elkaar verbonden via de Pontstraße. Tussen de Königsmitteltor en de Pontmitteltor bevonden zich vijf weertorens. Tussen de Pontmitteltor en de Neutor bevond zich één weertoren.
De Pontmitteltor (in het noorden) was een van de hoofdpoorten van de binnenste stadsmuren, samen met de Kölnmitteltor in het oosten, de Marschiermitteltor in het zuiden en de Jakobsmitteltor in het westen.

## Geschiedenis
De poort was onderdeel van de binnenste stadsmuren die op instigatie van Frederik I van Hohenstaufen tussen 1171 en 1175 gebouwd zijn.
De naam van de poort was oorspronkelijk Ponttor, maar omdat er in het verlengde van de Ponttor een tweede poort werd gebouwd kreeg die de naam Ponttor. Om verwarring te voorkomen werden veel poorten van de binnenste stadsmuur de toevoeging "mittel" gegeven.

## Opbouw
De Pontmitteltor had een barbacane, ongeveer vergelijkbaar met de Ponttor.